# Деревицькі модрини
Дереви́цькі Модри́ни — ботанічна пам'ятка природи місцевого значення в Україні. Об'єкт природно-заповідного фонду Житомирської області. 
Розташована в межах Любарського району Житомирської області. 
Площа 20 га. Статус надано згідно з рішенням 14 сесії облради від 04.07.2000 року. Перебуває у віданні ДП «Бердичівське ЛГ» (Любарське л-во, кв. 12, вид. 18, 21). 
Статус надано для збереження високопродуктивних змішаних насаджень модрини європейської.